# Port de Poti

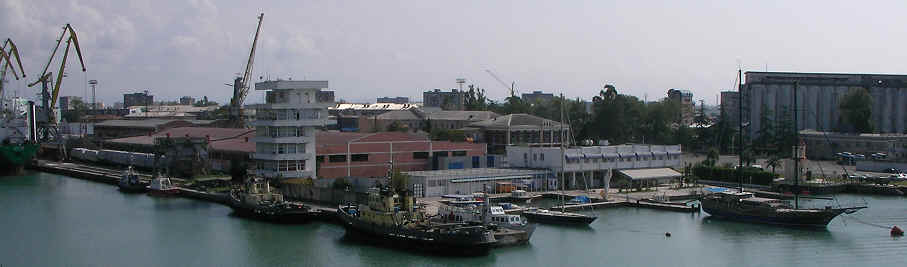
Port de Poti

Le port de Poti (en géorgien : ფოთის საზღვაო ნავსადგური) est un important port de la côte orientale de la mer Noire situé à l'embouchure du Rioni à Poti, en Géorgie. Son UN/LOCODE est GEPTI et est localisé à 42° 09′ 18″ N, 41° 39′ 16″ E.
Le port de Poti est un point de passage du Couloir Trans-Caucasien ou TRACECA, un projet multinational qui passe par Tachkent, Achgabat, Türkmenbaşy, Bakou et Poti jusqu'au port roumain de Constanţa et au port bulgare de Varna, reliant donc les ports du Caucase et d'Asie centrale à l'Europe de l'Est.
La construction d'un port à Poti fut mise au jour peu de temps après la prise de la ville par l'Empire russe à l'Empire ottoman en 1828. En 1858, un statut de ville portuaire fut accordé à Poti, mais elle ne le devint pas jusqu'en 1899, quand, sous les ordres du maire de l'époque, Niko Nikoladze, fut lancée la construction du port par étapes jusqu'à être basiquement accomplie en 1907. Le port a depuis été reconstruits plusieurs fois, plus récemment avec le parrainage du gouvernement des Pays-Bas et de l'Union européenne.
En 2007, le débit total était de 7,7 millions de tonnes et la manutention des conteneurs de 185 000 EVP.
En avril 2008, la Géorgie a vendu 51 % des parts de la zone portuaire de Poti à un fonds d'investissement des Émirats arabes unis de Ras el Khaïmah pour développer une zone franche dans une durée de gestion de 49 ans et pour gérer un nouveau terminal portuaire. La création d'une nouvelle zone franche fut officiellement inaugurée par le président Mikheil Saakachvili le 15 avril 2008.